# Azanta
Azanta (en georgiano: აბლუხვარა; en armenio: Ազանթա; en abjasio: Азанҭа) es una aldea que pertenece a la parcialmente reconocida República de Abjasia, parte del distrito de Gulripshi, aunque de iure pertenece al municipio de Gulripshi de la República Autónoma de Abjasia de Georgia.

## Geografía
Azanta se encuentra en las estribaciones de los montes de Abjasia, cerca del lago Amtkeli. La aldea se encuentra a 42 km de Gulripshi y se administra desde el pueblo de Tsebelda. 

## Historia
Azanta sufrió gravemente las oleadas del genocidio circasiano en 1864 y 1866. La población indígena abandonó el pueblo y posteriormente comenzaron a llegar colonos armenios, que emigraron de Trebisonda y Ordu en 1902. 

## Demografía
La evolución demográfica de Azanta entre 1959 y 1989 fue la siguiente:
| 121                                                 | 10 |
| (Fuente: Population of Abkhazia since Soviet times) |    |

Antes de la guerra de Abjasia, la mayoría de la población local eran armenios.

## Economía
Los habitantes se dedican al cultivo de tabaco, maíz, fruticultura, ganadería y apicultura.

## Infraestructura

### Educación
El pueblo tenía una escuela armenia hasta ocho años y una biblioteca.